# SJ Littera A2
SJ littera A2 var tre ånglok inom Statens Järnvägar (SJ) med axelföljden 2'C som användes för att dra snälltåg. Loken var en ombyggnation av SJ littera A från år 1906, ett snälltågslok med axelföljden 2'B1'. Ombyggnationen utfördes 1930 av Motala Verkstad AB (MVAB). A2-loken var konstruerade som tenderlok med innerliggande cylindrar och arbetade med överhettad ånga och enkel expansion.

## Historik

### OKB bygger om A-lok
Incitamentet till ombyggnationen var att Ostkustbanan (OKB), en privatjärnväg, hade köpt in fem A-lok från SJ. För att kunna köra A-loken i högre hastighet än 50 km/h norr om Sundsvall var man tvungen att minska adhesionsvikten från 30,9 ton till 29,15 ton p.g.a. sämre spåröverbyggnad mellan Sundsvall och Härnösand. Med den nya adhesionsvikten kunde A-loken köras i max 60 km/h vid denna sträcka. OKB fick dock problem med A-loken då de ofta kom att slira vid igångsättning av tåg. Man upptäckte även att loken kunde slira vid höga hastigheter utan att lokpersonalen alltid upptäckte detta. En bidragande orsak till slirning i höga hastigheter var drivhjulens motvikter som gav upphov till en relativ höjning av centrifugalkraften i relation till den minskade adhesionsvikten. Droppen kom vintern 1927 då ett tåg med A-lok som dragkraft inte kunde forcera en snödriva. Loket slirade och blev stående på plats. OKB bestämde sig för att bygga om A-loken till axelföljden 2'C där alltså den bakre löpaxeln ersattes med en drivaxel. Resultatet blev ett lok med en ökad adhesionsvikt och där maskinkraften inte begränsades av adhesionen. Det ombyggda loket kunde starta med fullt ångpådrag utan att börja slira och fick därmed en bättre acceleration i samband med start, vilket var gynnsamt då vissa av OKB:s hållplatser var olämpligt belägna norr om Sundsvall.

### SJ bygger om A-lok till A2-lok
SJ tog intryck av OKB och lät då bygga om tre av sina A-lok på liknande sätt och dessa littererades A2. Till skillnad från OKB lät SJ byta ut ångpannorna till så kallade BGb-pannor och kunde därmed öka ångtrycket till 13 kg/cm². OKB:s ombyggda lok hade samma ångtryck som A-loken, 12 kg/cm². Det högre trycket gjorde att A2-loken kunde utveckla mer dragkraft och effekt jämfört med OKB:s ombyggda lok. Då A2-loken hade större eldyta, vattenrum och ångrum än A-loken blev de mindre känsliga för hård körning och kunde bibehålla ångtrycket.

#### Jämförande testkörningar
Vid jämförande tester med SJ littera F visade A2-loken en startförmåga som var relativt lik F-lokens. A-loken var klart sämre än A2- och F-loken. Provtåget bestod av 538 ton person- och godsvagnar. A2-loken förbrukade 7% mindre kol än A-loken. Under 80 km/h var A2-loken underlägsna SJ littera B, men över 80 km/h utvecklade A2-loken mer effekt än B-loken. A2-loken var lämpliga att dra snälltåg med upp till 50 axlar och var i användbarhet nästan lika bra som F-loken.

#### BGb-pannorna byts ut
BGb-pannorna kom att behövas till andra ånglok under andra världskriget. SJ lät därför byta ut BGb-pannorna på två A2-lok till dess ursprungliga pannor och ångtrycket sattes ner till 12 kg/cm². Dessa lok blev SJ littera A3.

#### Det sista A2-loket slopas
Det återstående A2-loket, individnummer 1004, slopades år 1969 och skrotning skedde året därpå. Innan avställning hade detta A2-lok gjort sin sista tjänstgöring på just Ostkustbanan, men under SJ:s regi.

## Tekniska specifikationer
Uppgifterna hämtade från Normalspåriga ånglok vid Statens Järnvägar, Statens Järnvägar 1906-1931  samt Illustrerad förteckning över Statens Järnvägars lokomotiv.

- Axelanordning, lok: 2'C
- Axelanordning, tender: 2'2'
- Spårvidd: 1435 mm
- Kopplade hjul Ø: 1880 mm
- Löphjul Ø: 970 mm
- Tenderhjul Ø: 970 mm
- Cylinderantal: 2
- Cylinderdiameter: 500 mm
- Slaglängd: 600 mm
- Rostyta: 2,60 m²
- Eldyta, fyrbox: 12,7 m²
- Eldyta, tuber: 131,5 m²
- Eldyta, total: 144,2 m²
- Överhettningsyta: 50,7 m²
- Ångtryck: 13 kg/cm²
- Materialvikt, lok: 61,5 ton
- Materialvikt, tender: 20,6 ton
- Tjänstevikt, lok: 67,7 ton
- Tjänstevikt, tender: 46,6 ton
- Adhesionsvikt: 47,3 ton
- Skentryck, axel I: 9,8 ton
- Skentryck, axel II: 10,6 ton
- Skentryck, axel III: 15,7 ton
- Skentryck, axel IV: 15,8 ton
- Skentryck, axel V: 15,8 ton
- Kolförråd: 6,0 ton
- Vattenförråd: 20,0 m³
- Hjulbas, lok: 8200 mm
- Hjulbas, tender: 5400 mm
- Hjulbas, lok & tender: 16 200 mm
- Längd över buffertar: 19 525 mm
- Minsta kurvradie, framåt: 150 m
- Minsta kurvradie, back: 180 m
- Dragkraft (0,65 p): 6,75 ton (66,2 kN)
- Största tillåtna hastighet: 90 km/h

Dragkraften har beräknats av Järnvägsstyrelsen med förenklad formel för tvillinglok enligt Lokomotivlära, och speglar dragkraftsutvecklingen vid låga hastigheter. För omräkning till SI-enheter (kN) har konventionsvärdet för tyngdaccelerationen använts, d.v.s. 9,80665 m/s². Teknisk Tidskrift har i ett nummer angett något avvikande uppgifter på tubernas eldyta (132,9 m²), total eldyta (145,6 m²) och överhettningsytan (47 m²).

## Indikerad effekt
Tillämpar man beräkning enligt Lokomotivlära utvecklade A2-loket teoretiskt en indikerad effekt på 1148 ihk vid en normal rostansträngning och vid en gynnsammaste hastighet på 111,0 km/h. Med normal rostansträngning menas en påeldning av 500 kg stenkol per kvadratmeter rostyta och timme, där stenkolets värmevärde är 7000 kcal/kg. Vid denna rostansträngning och full belastning förbrukade A2-loket teoretiskt 1,3 ton kol och 7,8 m³ vatten per timme. Teoretiskt räckte då tenderns kolförråd i 4,6 timmar och vattenförrådet i 2,6 timmar. Den tillförda effekten blir 9,10 miljoner kcal per timme, vilket motsvarar 14390 hk. En hästkraft motsvarar 632,415 kcal/h.
Då A2-lokets största tillåtna hastighet var begränsad till 90 km/h blir den indikerade effekten något lägre där. Avrundat till tre siffors noggrannhet blir den 1120 ihk vid 90 km/h. Det är denna siffra som redovisas i faktarutan. Se tabellen Dragkrafter p.g.a. pannans ångbildningsförmåga nedan.

## Teoretiska dragkrafter vid olika hastigheter
Med indikerad effekt avses den effekt som utvecklas i cylindrarna. Med nyttig effekt och nyttig dragkraft avses den effekt och dragkraft som utvecklas vid drivhjulsperiferin. Tabellerna är beräknade med kalkylprogram och full decimalutveckling, varför manuell kontrollberäkning av tabelldata kan ge små avvikelser.

### Dragkrafter p.g.a. maskinkraften
Tabellen är beräknad enligt Lokomotivlära och gäller vid 75% cylinderfyllning. Uppgifter om A2-lokets maximala cylinderfyllning saknas. Värden i kursiv stil kan ej utvecklas fullt ut då pannans ångbildningsförmåga är begränsande.
| Hastighet (km/h)           | 10,6 | 21,3 | 31,9 | 42,5 | 53,2 |
| Varvtal (varv/s)           | 0,50 | 1,00 | 1,50 | 2,00 | 2,50 |
| Indikerad effekt (ihk)     | 317  | 603  | 838  | 1014 | 1148 |
| Maskineriets verkningsgrad | 0,90 | 0,90 | 0,90 | 0,90 | 0,90 |
| Nyttig effekt (hk)         | 285  | 543  | 754  | 913  | 1033 |
| Nyttig dragkraft (ton)     | 7,25 | 6,89 | 6,38 | 5,80 | 5,25 |

### Dragkrafter p.g.a. pannans ångbildningsförmåga
Tabellen är beräknad enligt Lokomotivlära och gäller vid en normal rostansträngning. Värden i kursiv stil kan ej utvecklas fullt ut då maskinkraften vid 75% cylinderfyllning är begränsande. Effektförhållande och maskineriets verkningsgrad är funktioner av hastighetsförhållandet och kan avläsas grafiskt i Lokomotivlära.
| Hastighet (km/h)           | 22,2  | 33,3  | 44,4  | 55,5  | 66,6  | 77,7  | 88,8  | 99,9  | 111,0 |
| Varvtal (varv/s)           | 1,04  | 1,57  | 2,09  | 2,61  | 3,13  | 3,66  | 4,18  | 4,70  | 5,22  |
| Hastighetsförhållande      | 0,20  | 0,30  | 0,40  | 0,50  | 0,60  | 0,70  | 0,80  | 0,90  | 1,00  |
| Effektförhållande          | 0,617 | 0,710 | 0,792 | 0,857 | 0,907 | 0,947 | 0,975 | 0,993 | 1,000 |
| Indikerad effekt (ihk)     | 709   | 815   | 910   | 984   | 1042  | 1088  | 1120  | 1140  | 1148  |
| Maskineriets verkningsgrad | 0,900 | 0,895 | 0,888 | 0,882 | 0,874 | 0,866 | 0,857 | 0,846 | 0,836 |
| Nyttig effekt (hk)         | 638   | 730   | 808   | 868   | 910   | 942   | 960   | 965   | 960   |
| Nyttig dragkraft (ton)     | 7,75  | 5,92  | 4,91  | 4,22  | 3,69  | 3,27  | 2,92  | 2,61  | 2,34  |

## Teoretisk dragkraftskurva
Dragkraftskurvan är konstruerad med hjälp av data i tabellerna ovan. Vid låga hastigheter (<28 km/h) begränsas dragkraftsutvecklingen av maskinkraften (röd kurva). Vid höga hastigheter (>28 km/h) begränsas dragkraftsutvecklingen av pannans ångbildningsförmåga (svart kurva). Den röda kurvan är extrapolerad till 0 km/h med kvadratisk regression. 

Vid det absoluta startögonblicket kunde A2-loket teoretiskt utveckla 7,6 tons dragkraft enligt diagrammet. För detta krävdes en friktionskoefficient på 0,16. Den nominella dragkraften på 6,75 ton krävde en friktionskoefficient på endast 0,14 och kunde utvecklas upp till 23 km/h enligt diagrammet. Under mycket gynnsamma adhesionsförhållanden kan ånglok nå en friktionskoefficient på 0,25 utan att börja slira. Lokomotivlära rekommenderade att inte räkna med friktionskoefficienter högre än 0,20 vid trafikplanering för ånglok i syfte att minska risken för slirning. A2-loket kunde alltså starta med fullt ångpådrag utan större risk för slirning.

## Teoretisk effektkurva
Effektkurvorna är konstruerade med hjälp av data i ovanstående tabeller. Vid drivhjulsperiferin var A2-loken som mest effektiva vid ca 100 km/h enligt diagrammet. Vid en tillförd effekt på 14390 hk (se rubriken "Indikerad effekt" ovan) blir den teoretiska verkningsgraden som bäst 8,0% vid cylindrarna och 6,7% vid drivhjulsperiferin. Generellt kan ånglok högst uppnå 9% verkningsgrad.

## Teoretiska cylinderfyllningar
Tabellen är beräknad enligt Lokomotivlära med hjälp av nyttiga dragkrafter och maskineriets verkningsgrader i ovanstående tabell. Cylinderfyllningarna gäller vid en normal ansträngning. Värden i kursiv stil markerar cylinderfyllningar som överstiger 75%.
| Hastighet (km/h)              | 22,2  | 33,3 | 44,4 | 55,5 | 66,6 | 77,7 | 88,8 | 99,9 | 111,0 |
| Indikerat medeltryck (kg/cm²) | 10,80 | 8,28 | 6,93 | 6,00 | 5,29 | 4,74 | 4,27 | 3,86 | 3,50  |
| Cylinderfyllning (%)          | 80,0  | 49,8 | 37,8 | 30,8 | 26,0 | 22,5 | 19,7 | 17,4 | 15,5  |

Lokomotivlära rekommenderade att aldrig köra överhettade ånglok med cylinderfyllningar under 20%. Ett betydande mottryck uppstår vid mycket låga cylinderfyllningar p.g.a. en lång kompressionsfas som ökar motståndsarbetet i maskinen. Enligt tabellen kunde A2-loket framföras i 90 km/h vid en cylinderfyllning strax under 20%.

## Orientering kring littera
SJ:s litterabeteckningar var tidvis omständlig och förvirrande. Här är en orientering till beteckningar på lok associerade till A2-loken:
De fem ombyggda A-loken från OKB överfördes till SJ i samband med förstatligandet år 1933. Dessa lok blev SJ littera A3. De två A2-lok som återfick sina ursprungliga pannor blev också SJ littera A3 år 1939-40. År 1942 blev dessa sju A3-lok littererade som SJ littera A. De ursprungliga A-loken med två drivaxlar hade slopats under slutet av 1930-talet och litterat var alltså ledigt.
OKB hade två andra ånglok med axelföljden 2'C, OKB littera H. Dessa blev SJ littera OKa vid förstatligandet år 1933. År 1942 blev dessa lok SJ littera A3. Beroende på tidpunkt så refererar alltså A3-loken till två olika konstruktioner.